# Кольцо Урала
ООО Коммерческий банк «Кольцо Урала» — один из первых коммерческих банков России, осуществлявший свою деятельность в 6 регионах страны.

## История
Банк основан в феврале 1989 года в Екатеринбурге (тогда — Свердловске).

## Собственники и руководство
До 2021 года ключевым участником банка являлся Медногорский медно-серный комбинат («ММСК»), входящий в холдинг УГМК.
17 декабря 2015 года Совет Директоров банка «Кольцо Урала» назначил Александра Зубкова Председателем Правления организации Александр Зубков официально возглавил банк «Кольцо Урала». Ранее он управлял филиалом банка в Кемерово.
23 марта 2021 года было объявлено о покупке кредитной организации Московским кредитным банком. 31 мая началась реорганизация в форме присоединения ООО КБ «Кольцо Урала» к ПАО «Московский кредитный банк».

## География деятельности
По состоянию на 2019 год банк представлен 45 офисами, а банкоматная сеть состоит из более 200 устройств.
География банка включает в себя несколько регионов:
- Свердловская область
- Челябинская область
- Курганская область
- Кемеровская область
- Оренбургская область
- Республика Башкортостан